# Nabla
Nabla, noté {\displaystyle {\overrightarrow {\nabla }}} ou {\displaystyle \nabla } selon les conventions utilisées, est un symbole mathématique pouvant aussi bien désigner le gradient d'une fonction en analyse vectorielle qu'une connexion de Koszul en géométrie différentielle. Les deux notions sont reliées, ce qui explique l'utilisation d'un même symbole. En physique, il est utilisé en dimension 3 pour représenter aisément plusieurs opérateurs vectoriels, couramment utilisés en électromagnétisme et en dynamique des fluides.
C'est un moyen mnémotechnique pour les opérateurs différentiels de champs : les formules du gradient, de la divergence et du rotationnel se retrouvent en appliquant les règles habituelles du produit scalaire et du produit vectoriel à cet opérateur ; néanmoins, la formule du laplacien vectoriel (qui s'écarte de la formule du double produit vectoriel) montre les limites de ce formalisme (à l'origine du concept d'algèbre géométrique).

## Origine historique

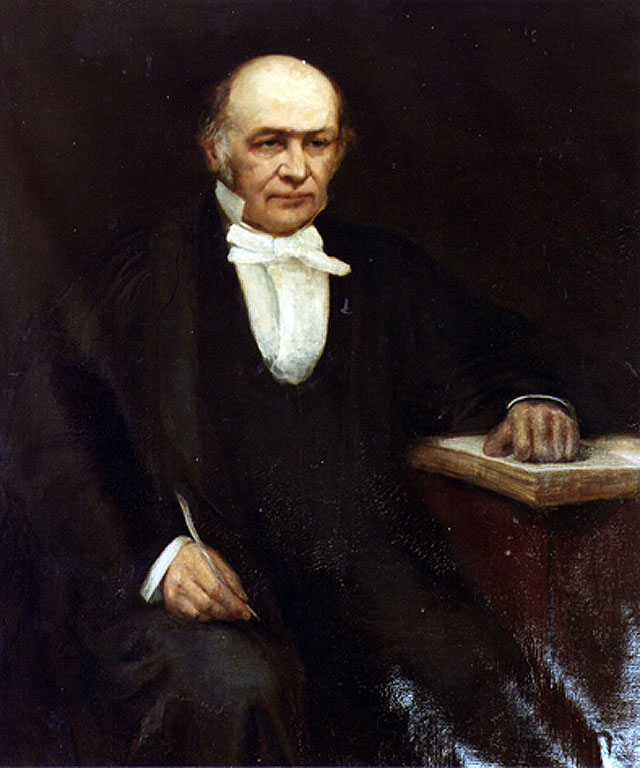
Peinture de William Rowan Hamilton.

La forme de nabla vient de la lettre grecque delta majuscule (Δ) renversée, à cause d'une utilisation comparable, la lettre grecque à l'endroit étant déjà utilisée pour désigner un opérateur, le laplacien, en calcul différentiel.
La définition du nabla a été introduite  en 1847, quoique sans intitulé, par William Rowan Hamilton, et Peter Guthrie Tait en a développé la théorie à partir de 1867. Temporairement surnommé avec malice « atled » (« delta » à l'envers) par James Maxwell dans ses correspondances, le nom nabla lui fut donné par Tait sur l'avis de William Robertson Smith, en 1870, par analogie de forme avec une harpe hébraïque qui dans l'Antiquité portait ce nom (νάβλα, nábla, en grec, et נבל en hébreu),. Dans les Psaumes, nabla désigne un instrument de musique sur lequel joue le roi David.

## Emploi moderne
Nabla est un opérateur différentiel vectoriel. En coordonnées cartésiennes {\displaystyle \{x,y,z\}} par rapport à une base {\displaystyle \{{\vec {\mathbf {i} }},{\vec {\mathbf {j} }},{\vec {\mathbf {k} }}\}} de l'espace euclidien de trois dimensions, il s'écrit sous la forme :
{\displaystyle {\vec {\nabla }}={\frac {\partial }{\partial x}}{\vec {\mathbf {i} }}+{\frac {\partial }{\partial y}}{\vec {\mathbf {j} }}+{\frac {\partial }{\partial z}}{\vec {\mathbf {k} }}}, ou sous forme matricielle : {\displaystyle {\begin{pmatrix}{\frac {\partial }{\partial x}}&{\frac {\partial }{\partial y}}&{\frac {\partial }{\partial z}}\end{pmatrix}}}.
Dans la définition d'origine proposée par le mathématicien et physicien irlandais William Rowan Hamilton, la base {\displaystyle \{\mathbf {i} ,\mathbf {j} ,\mathbf {k} \}} était initialement formée par les trois éléments de base des quaternions.
Cet opérateur est employé en analyse vectorielle. Si {\displaystyle f} est un champ scalaire et {\displaystyle {\overrightarrow {A}}} un champ vectoriel, l'opérateur nabla permet d'exprimer formellement trois opérations fondamentales :
- le gradient d'une fonction scalaire en un point correspond formellement au produit du vecteur nabla par un scalaire fonction de ce point, dont le résultat est un vecteur :

{\displaystyle {\overrightarrow {\operatorname {grad} }}\,f={\overrightarrow {\nabla }}f={\begin{pmatrix}{\frac {\partial f}{\partial x}}&{\frac {\partial f}{\partial y}}&{\frac {\partial f}{\partial z}}\end{pmatrix}}}.
On remarque que, dans cette notation, le vecteur nabla précède le scalaire, contrairement à l'ordre habituel de notation ;
- la divergence d'une fonction vectorielle d'un point correspond formellement au produit scalaire de nabla par cette fonction vectorielle, dont le résultat est un scalaire :

{\displaystyle \operatorname {div} {\overrightarrow {A}}={\overrightarrow {\nabla }}\cdot {\overrightarrow {A}}={\frac {\partial A_{x}}{\partial x}}+{\frac {\partial A_{y}}{\partial y}}+{\frac {\partial A_{z}}{\partial z}}} ;
- le rotationnel d'une fonction vectorielle d'un point correspond formellement au produit vectoriel de nabla par cette fonction vectorielle, dont le résultat est un pseudo-vecteur :

{\displaystyle {\overrightarrow {\operatorname {rot} }}\,{\overrightarrow {A}}={\overrightarrow {\nabla }}\wedge {\overrightarrow {A}}={\begin{pmatrix}{\frac {\partial A_{z}}{\partial y}}-{\frac {\partial A_{y}}{\partial z}}&{\frac {\partial A_{x}}{\partial z}}-{\frac {\partial A_{z}}{\partial x}}&{\frac {\partial A_{y}}{\partial x}}-{\frac {\partial A_{x}}{\partial y}}\end{pmatrix}}}.
De plus, l'opérateur peut être réitéré, ce qui correspond formellement aux dérivées secondes entrant dans l'expression du laplacien, donnant :
- le laplacien :

{\displaystyle \Delta f={\overrightarrow {\nabla }}^{2}f={\overrightarrow {\nabla }}\cdot ({\overrightarrow {\nabla }}f)={\frac {\partial ^{2}f}{\partial x^{2}}}+{\frac {\partial ^{2}f}{\partial y^{2}}}+{\frac {\partial ^{2}f}{\partial z^{2}}}} ;
- le laplacien vectoriel :

{\displaystyle \Delta {\overrightarrow {A}}={\overrightarrow {\nabla }}^{2}{\overrightarrow {A}}-{\overrightarrow {\nabla }}\wedge ({\overrightarrow {\nabla }}\wedge {\overrightarrow {A}})={\overrightarrow {\nabla }}({\overrightarrow {\nabla }}\cdot {\overrightarrow {A}})-{\overrightarrow {\operatorname {rot} }}({\overrightarrow {\operatorname {rot} }}{\overrightarrow {A}})}.
Lorsqu'il existe plusieurs repères, le symbole peut être affecté d'une lettre en indice pour préciser celui auquel l'opérateur se réfère.

## Formulaire d'analyse vectorielle
La liste ci-dessous rassemble les définitions des principaux opérateurs utilisés en analyse vectorielle qui peuvent s'exprimer à l'aide de l'opérateur nabla, dans différents systèmes de coordonnées.
| Opération | Coordonnées cartésiennes {\displaystyle (x,y,z)} | Coordonnées cylindriques {\displaystyle (r,\theta ,z)} | Coordonnées sphériques {\displaystyle (r,\theta ,\varphi )} |
| --- | --- | --- | --- |
| Définition des coordonnées | | {\displaystyle {\begin{cases}x=r\cos \theta \\y=r\sin \theta \\z=z\end{cases}}} | {\displaystyle {\begin{cases}x=r\sin \theta \cos \varphi \\y=r\sin \theta \sin \varphi \\z=r\cos \theta \end{cases}}} |
| {\displaystyle {\overrightarrow {A}}} | {\displaystyle A_{x}{\overrightarrow {u}}_{x}+A_{y}{\overrightarrow {u}}_{y}+A_{z}{\overrightarrow {u}}_{z}} | {\displaystyle A_{r}{\overrightarrow {u}}_{r}+A_{\theta }{\overrightarrow {u}}_{\theta }+A_{z}{\overrightarrow {u}}_{z}} | {\displaystyle A_{r}{\overrightarrow {u}}_{r}+A_{\theta }{\overrightarrow {u}}_{\theta }+A_{\varphi }{\overrightarrow {u}}_{\varphi }} |
| {\displaystyle {\overrightarrow {\nabla }}} | {\displaystyle {\frac {\partial }{\partial x}}{\vec {u_{x}}}+{\frac {\partial }{\partial y}}{\vec {u_{y}}}+{\frac {\partial }{\partial z}}{\vec {u_{z}}}} | {\displaystyle {\partial \over \partial r}{\overrightarrow {u}}_{r}+{1 \over r}{\partial \over \partial \theta }{\overrightarrow {u}}_{\theta }+{\partial \over \partial z}{\overrightarrow {u}}_{z}} | {\displaystyle {\partial \over \partial r}{\overrightarrow {u}}_{r}+{1 \over r}{\partial \over \partial \theta }{\overrightarrow {u}}_{\theta }+{1 \over r\sin \theta }{\partial \over \partial \varphi }{\overrightarrow {u}}_{\varphi }} |
| {\displaystyle {\overrightarrow {\nabla }}f={\overrightarrow {\mathrm {grad} }}f} | {\displaystyle {\partial f \over \partial x}{\overrightarrow {u}}_{x}+{\partial f \over \partial y}{\overrightarrow {u}}_{y}+{\partial f \over \partial z}{\overrightarrow {u}}_{z}} | {\displaystyle {\partial f \over \partial r}{\overrightarrow {u}}_{r}+{1 \over r}{\partial f \over \partial \theta }{\overrightarrow {u}}_{\theta }+{\partial f \over \partial z}{\overrightarrow {u}}_{z}} | {\displaystyle {\partial f \over \partial r}{\overrightarrow {u}}_{r}+{1 \over r}{\partial f \over \partial \theta }{\overrightarrow {u}}_{\theta }+{1 \over r\sin \theta }{\partial f \over \partial \varphi }{\overrightarrow {u}}_{\varphi }} |
| {\displaystyle {\overrightarrow {\nabla }}\cdot {\overrightarrow {A}}=\mathrm {div} {\overrightarrow {A}}}                                                                                                | {\displaystyle {\partial A_{x} \over \partial x}+{\partial A_{y} \over \partial y}+{\partial A_{z} \over \partial z}} | {\displaystyle {1 \over r}{\partial (rA_{r}) \over \partial r}+{1 \over r}{\partial A_{\theta } \over \partial \theta }+{\partial A_{z} \over \partial z}} | {\displaystyle {1 \over r^{2}}{\partial (r^{2}A_{r}) \over \partial r}+{1 \over r\sin \theta }{\partial (A_{\theta }\sin \theta ) \over \partial \theta }+{1 \over r\sin \theta }{\partial A_{\varphi } \over \partial \varphi }} |
| {\displaystyle {\overrightarrow {\nabla }}\wedge {\overrightarrow {A}}={\overrightarrow {\mathrm {rot} }}{\overrightarrow {A}}}                                                                           | {\displaystyle \left({\partial A_{z} \over \partial y}-{\partial A_{y} \over \partial z}\right){\overrightarrow {u}}_{x}} {\displaystyle +\left({\partial A_{x} \over \partial z}-{\partial A_{z} \over \partial x}\right){\overrightarrow {u}}_{y}} {\displaystyle +\left({\partial A_{y} \over \partial x}-{\partial A_{x} \over \partial y}\right){\overrightarrow {u}}_{z}} | {\displaystyle \left({1 \over r}{\partial A_{z} \over \partial \theta }-{\partial A_{\theta } \over \partial z}\right){\overrightarrow {u}}_{r}} {\displaystyle +\left({\partial A_{r} \over \partial z}-{\partial A_{z} \over \partial r}\right){\overrightarrow {u}}_{\theta }}{\displaystyle +{1 \over r}\left({\partial (rA_{\theta }) \over \partial r}-{\partial A_{r} \over \partial \theta }\right){\overrightarrow {u}}_{z}} | {\displaystyle {1 \over r\sin \theta }\left({\partial (A_{\varphi }\sin \theta ) \over \partial \theta }-{\partial A_{\theta } \over \partial \varphi }\right){\overrightarrow {u}}_{r}} {\displaystyle +\left({1 \over r\sin \theta }{\partial A_{r} \over \partial \varphi }-{1 \over r}{\partial (rA_{\varphi }) \over \partial r}\right){\overrightarrow {u}}_{\theta }} {\displaystyle +{1 \over r}\left({\partial (rA_{\theta }) \over \partial r}-{\partial A_{r} \over \partial \theta }\right){\overrightarrow {u}}_{\varphi }} |
| {\displaystyle \Delta f={\overrightarrow {\nabla }}^{2}f} | {\displaystyle {\partial ^{2}f \over \partial x^{2}}+{\partial ^{2}f \over \partial y^{2}}+{\partial ^{2}f \over \partial z^{2}}} | {\displaystyle {1 \over r}{\partial \over \partial r}\left(r{\partial f \over \partial r}\right)+{1 \over r^{2}}{\partial ^{2}f \over \partial \theta ^{2}}+{\partial ^{2}f \over \partial z^{2}}} | {\displaystyle {1 \over r^{2}}{\partial \over \partial r}\left(r^{2}{\partial f \over \partial r}\right)+{1 \over r^{2}\sin \theta }{\partial \over \partial \theta }\left(\sin \theta {\partial f \over \partial \theta }\right)+{1 \over r^{2}\sin ^{2}\theta }{\partial ^{2}f \over \partial \varphi ^{2}}} |
| {\displaystyle \Delta {\overrightarrow {A}}={\overrightarrow {\nabla }}^{2}{\overrightarrow {A}}-{\overrightarrow {\operatorname {rot} }}({\overrightarrow {\operatorname {rot} }}{\overrightarrow {A}})} | {\displaystyle \Delta A_{x}\;{\overrightarrow {u}}_{x}+\Delta A_{y}\;{\overrightarrow {u}}_{y}+\Delta A_{z}\;{\overrightarrow {u}}_{z}} | {\displaystyle \left(\Delta A_{r}-{A_{r} \over r^{2}}-{2 \over r^{2}}{\partial A_{\theta } \over \partial \theta }\right){\overrightarrow {u}}_{r}} {\displaystyle +\left(\Delta A_{\theta }-{A_{\theta } \over r^{2}}+{2 \over r^{2}}{\partial A_{r} \over \partial \theta }\right){\overrightarrow {u}}_{\theta }}{\displaystyle +\Delta A_{z}\;{\overrightarrow {u}}_{z}}                                                          | {\displaystyle \left(\Delta A_{r}-{\frac {2A_{r}}{r^{2}}}-{\frac {2A_{\theta }\cos \theta }{r^{2}\sin \theta }}-{\frac {2}{r^{2}}}{\frac {\partial A_{\theta }}{\partial \theta }}-{\frac {2}{r^{2}\sin \theta }}{\frac {\partial A_{\varphi }}{\partial \varphi }}\right){\overrightarrow {u}}_{r}} {\displaystyle +\left(\Delta A_{\theta }-{\frac {A_{\theta }}{r^{2}\sin ^{2}\theta }}+{\frac {2}{r^{2}}}{\frac {\partial A_{r}}{\partial \theta }}-{\frac {2\cos \theta }{r^{2}\sin ^{2}\theta }}{\frac {\partial A_{\varphi }}{\partial \varphi }}\right){\overrightarrow {u}}_{\theta }}{\displaystyle +\left(\Delta A_{\varphi }-{\frac {A_{\varphi }}{r^{2}\sin ^{2}\theta }}+{\dfrac {2}{r^{2}\sin \theta }}{\frac {\partial A_{r}}{\partial \varphi }}+{\frac {2\cos \theta }{r^{2}\sin ^{2}\theta }}{\frac {\partial A_{\theta }}{\partial \varphi }}\right){\overrightarrow {u}}_{\varphi }} |

L'utilisation des expressions de {\displaystyle {\overrightarrow {\nabla }}} dans des systèmes de coordonnées autres que cartésiennes nécessite de rester vigilant quant à l'application des dérivées partielles aux éléments {\displaystyle {\overrightarrow {u}}_{\varphi }}, {\displaystyle {\overrightarrow {u}}_{r}} et {\displaystyle {\overrightarrow {u}}_{\theta }}. Ces derniers sont des champs de vecteurs non constants, ils font apparaître des termes spécifiques lorsque soumis à la dérivation (contrairement à {\displaystyle {\overrightarrow {u}}_{x}}, {\displaystyle {\overrightarrow {u}}_{y}} et {\displaystyle {\overrightarrow {u}}_{z}} qui ont des dérivées nulles).

## Autre usage
En langage APL, le signe nabla ou del (∇) signifie qu'on désire entrer ou sortir du mode de définition d'une fonction.